# Harohalli, Alur
Harohalli là một làng thuộc tehsil Alur, huyện Hassan, bang Karnataka, Ấn Độ.